# Veronika Malá
Pour les articles homonymes, voir Mala.
Veronika Malá, née le 6 mai 1994 à Písek, est une joueuse internationale tchèque de handball qui évolue au poste d'ailière gauche au SG BBM Bietigheim.

## Biographie
Elle est élue meilleure espoir du championnat tchèque avant de rejoindre le club allemand du VfL Oldenburg pour la saison 2016-2017.
Pour la saison 2017-2018, elle s'engage avec Issy Paris Hand, pour remplacer Coralie Lassource.
A la fin de la saison 2019-2020, elle est nommée pour le titre de meilleure ailière gauche de la saison, où elle devance Coralie Lassource et Chloé Bouquet lors du vote du public (respectivement 38%, 35%, 27%), mais le vote des entraîneurs et des joueuses permet à Bouquet de finalement l’emporter.
Après trois années réussies à Paris, elle s’engage avec le club allemand du SG BBM Bietigheim pour une saison.
Dès son premier match officiel avec Bietigheim, elle remporte la  Supercoupe d’Allemagne en août 2021.
Elle gagne ensuite championnat 2021-2022 en remportant tous les matchs ainsi que l’European League (35 buts sur 38 tirs sur l’ensemble de la compétition européenne). En avril 2022, le club annonce la prolongation de son contrat pour une saison supplémentaire.

## Palmarès

### En club
- Vainqueur de la Supercoupe d'Allemagne en 2021 avec Bietigheim
- Vainqueur du Championnat d'Allemagne en 2022 avec Bietigheim
- Vainqueur de la Ligue européenne (C3) en 2022 avec Bietigheim

### En équipe nationale
- 10e place au championnat d'Europe 2016
- 8e place au championnat du monde 2017
- 15e place au championnat d'Europe 2018
- 15e place au championnat d'Europe 2020

### Récompenses individuelles
- Nommée au titre de meilleure ailière gauche de la saison 2019-2020 de la Ligue Butagaz Énergie

## Galerie

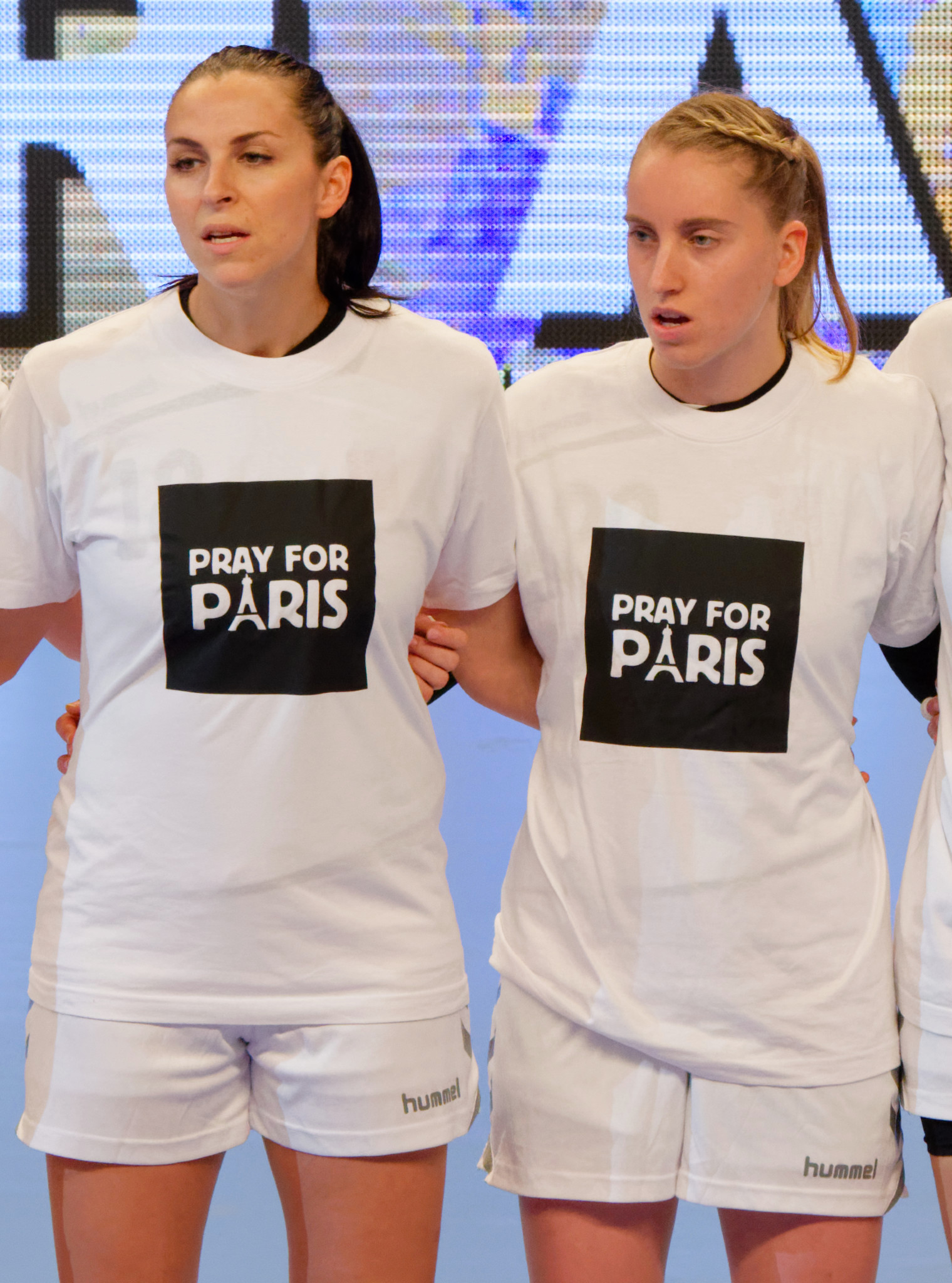
Avec sa compatriote Iveta Korešová en 2015
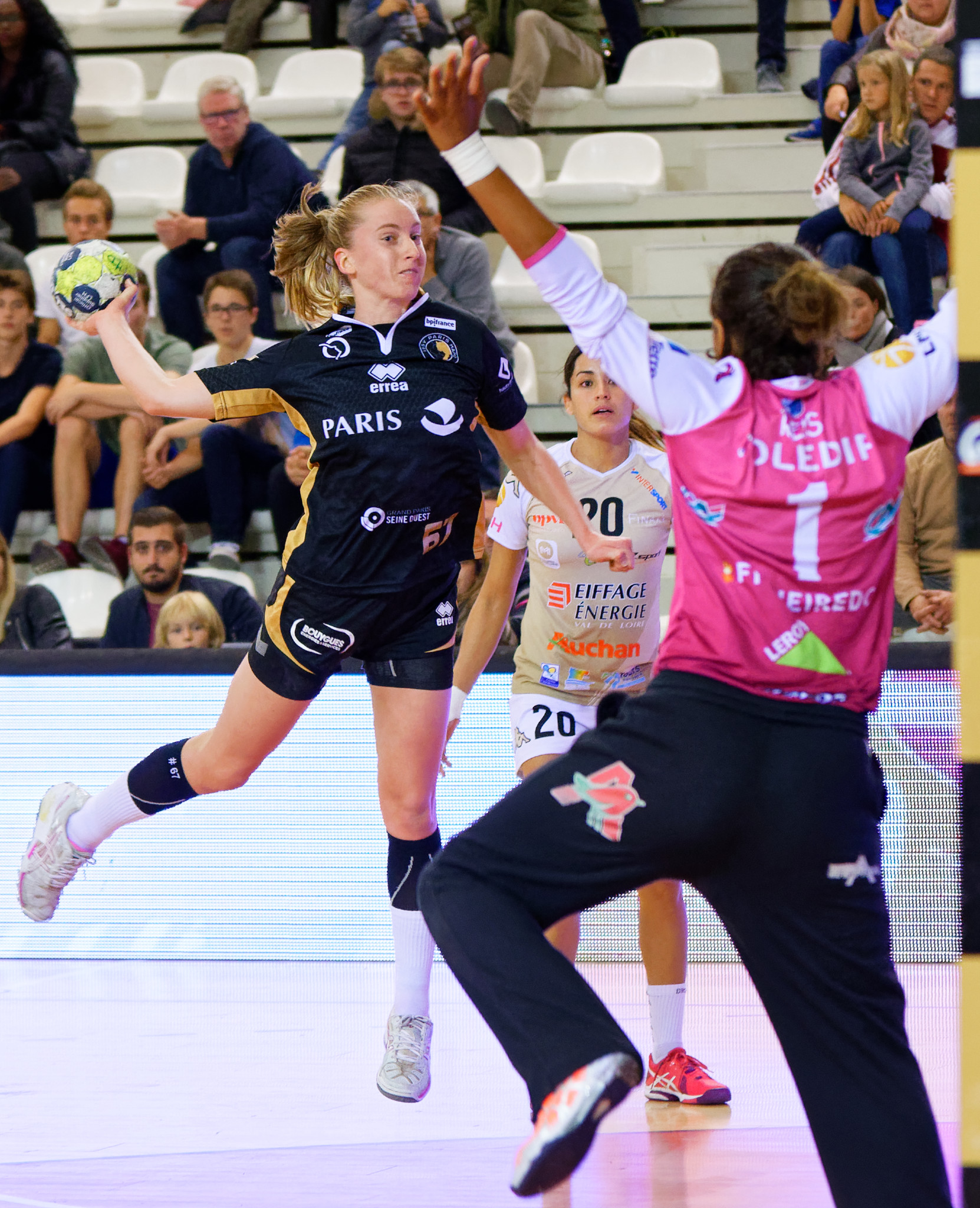
Avec Issy Paris Hand en 2017
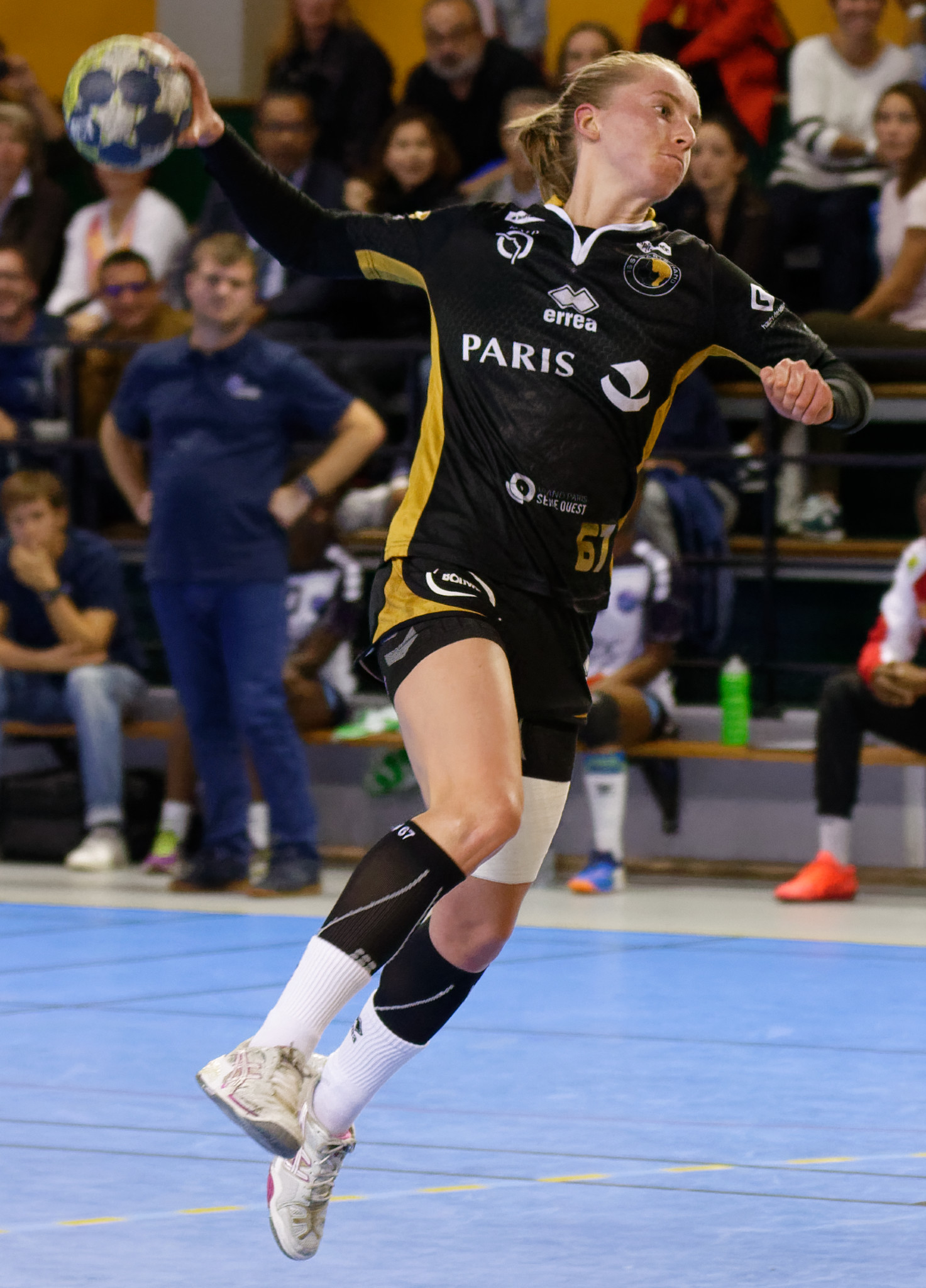
Avec Issy Paris Hand en 2017
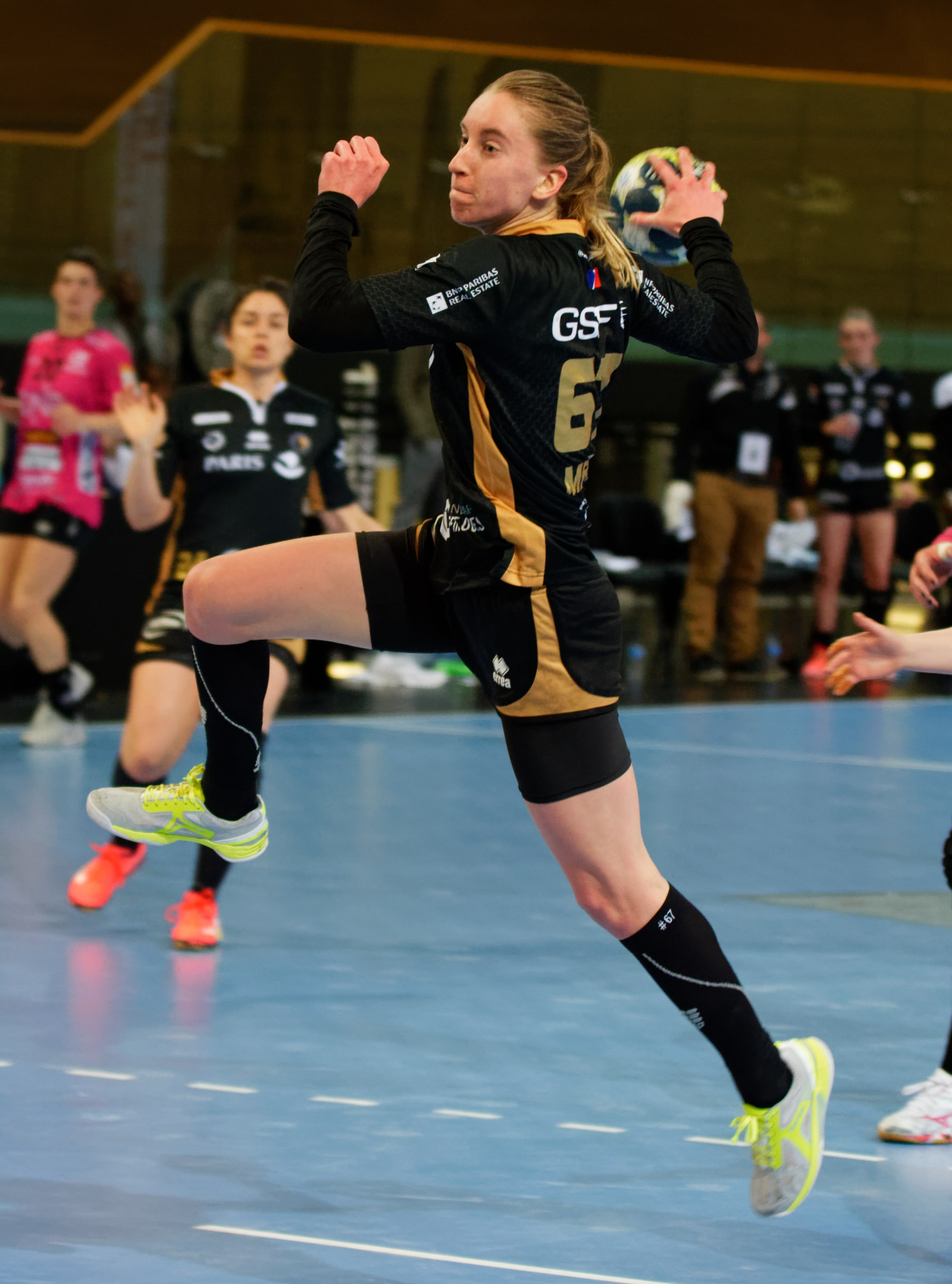
Avec Issy Paris Hand en 2018